# Omeñaca
Omeñaca es una localidad española del municipio de Arancón, perteneciente a la provincia de Soria, en la comunidad autónoma de Castilla y León. Forma parte de la comarca de Frentes y del partido judicial de Soria.

## Geografía
Esta pequeña población de la Comarca de Soria está ubicada en el centro de la provincia de Soria, al este de la capital y al sur de la sierra del Almuerzo.
Ubicado al pie de la sierra de la Pica, forma parte del municipio de Arancón. Está a 24 kilómetros de la capital.

### Comunicaciones
Localidad situada al sur de la carretera nacional N-122 de Soria a Tarazona, entre Fuensaúco y Aldealpozo. La autovía de Navarra (en obras entre Fuensaúco y Villar del Campo) cruza su término municipal y contará con un punto de acceso y salida entre Omeñaca y Aldealpozo. Se accede a la localidad por la carretera local SO-P-2015. 

## Historia
En el padrón que Alfonso X el Sabio mandó hacer en 1270 aparece el nombre de los dieciséis vecinos que habitaban el poblado, que Alfonso X el Sabio nombra como "Fuent-mennaca". "Fuent" < lat. fons (fuente)+ mennaca < eusk. minaka 
```
(montón de mineral)
```

Facedores:	diago millan garcia

Vecinos:	Sevastian

Atenplantes:	diago millan, don garcia, diago de Maria viceynt

Moradores: diago de gila, diago de monnina, diago gil, Gomez, Sancho de donna juana, Silvestre, Pascual, Yllan, Clement, diago el pastor, martin palomino con su Hermano" 

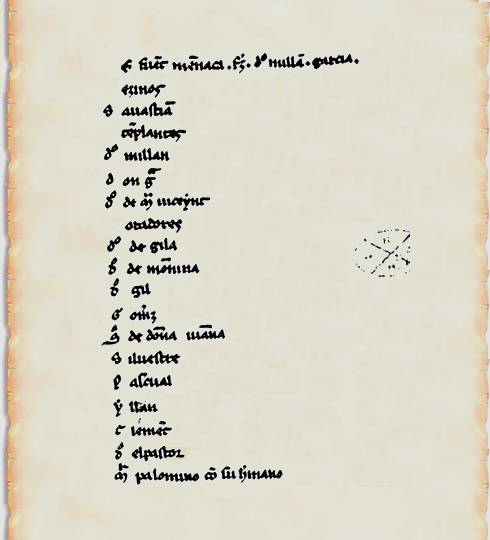

El censo de Pecheros de 1528, en el que no se contaban eclesiásticos, hidalgos y nobles, registraba la existencia de 15 pecheros, es decir unidades familiares que pagaban impuestos. En el documento original figura como Homeñaca, formando parte del Sexmo de Arciel.
A la caída del Antiguo Régimen la localidad se constituye en municipio constitucional en la región de Castilla la Vieja, partido de Soria  que en el censo de 1842 contaba con 21 hogares y 80 vecinos.
A mediados del siglo XIX este municipio desaparece porque se integra en el municipio Calderuela.

## Toponimia (etimología)
La aspiración de la F inicial latina en "Fuent-mennaca" dio lugar a "Homennaca", de ahí a "Homeñaca", hasta el nombre actual "Omeñaca". Esta aspiración se debe posiblemente al influjo del sustrato vasco, que debió ser muy intenso en aquella zona, dado que el vocablo "fuente", del latín "fons", es una de las pocas palabras castellanas que no pierde la f inicial latina. Aquí hay que señalar que los cambios fonéticos (en la pronunciación) se producen siglos antes que sus correspondientes cambios en la grafía (es decir, la f inicial latina ya se aspiraba cuando esta todavía aparecía en la grafía del castellano antiguo). Esta pérdida de la f inicial latina es una consecuencia de la fonética vasca, que no presenta fonema labiodental fricativo /f/ al inicio de palabra, lo que influyó en la manera de pronunciar el latín por parte de los vascoparlantes, dando lugar a la aspiración de dicho fonema en inicio de palabra (hogar < lat. focaris; hijo < lat. filius; humo < lat. fumus; higo < lat. ficus; herir < lat. ferire; hacer < lat. facere; harina < lat. farina; hormiga < lat. formica; hervir < lat. fervere; etc.).

## Monumentos

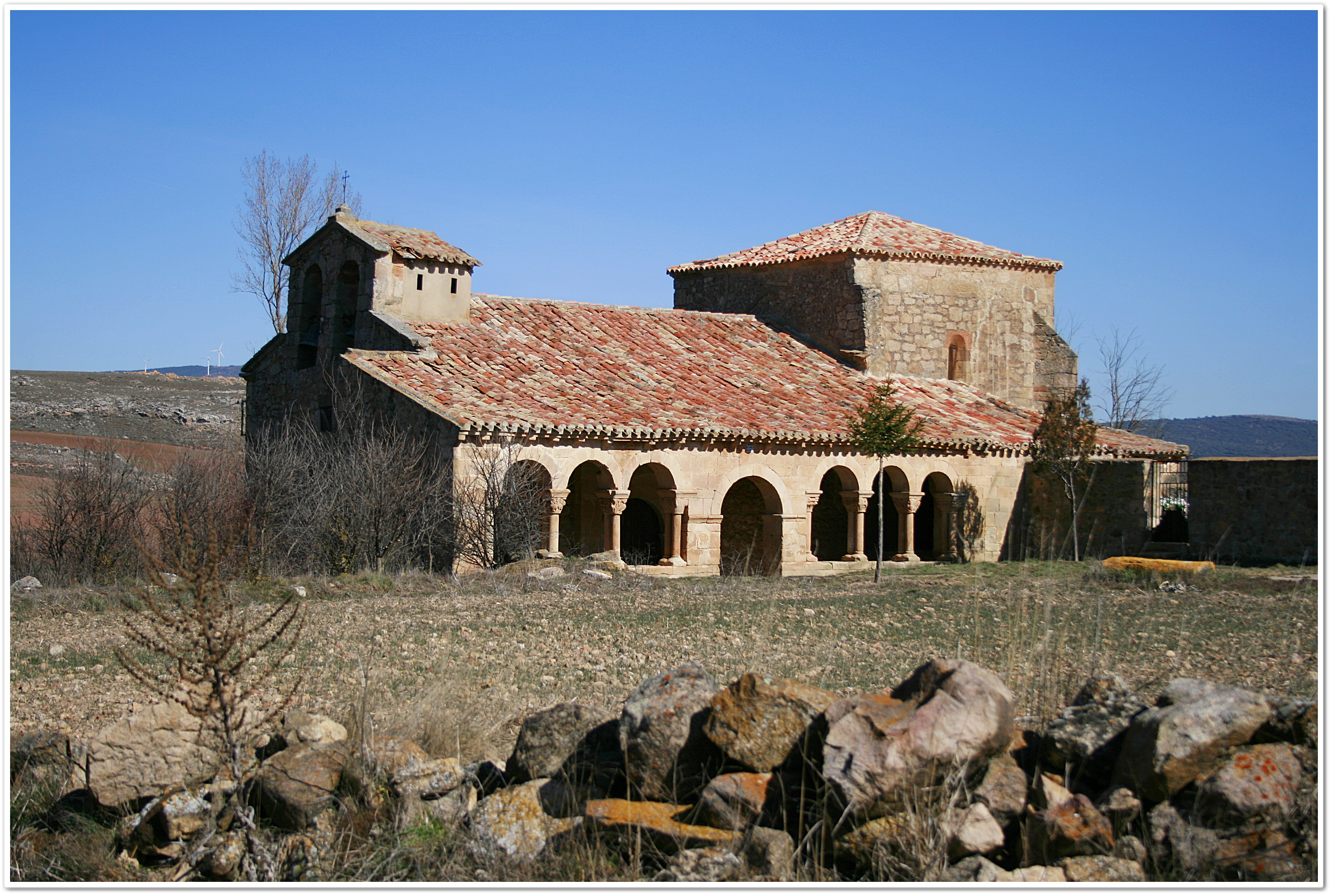
Iglesia de Omeñaca

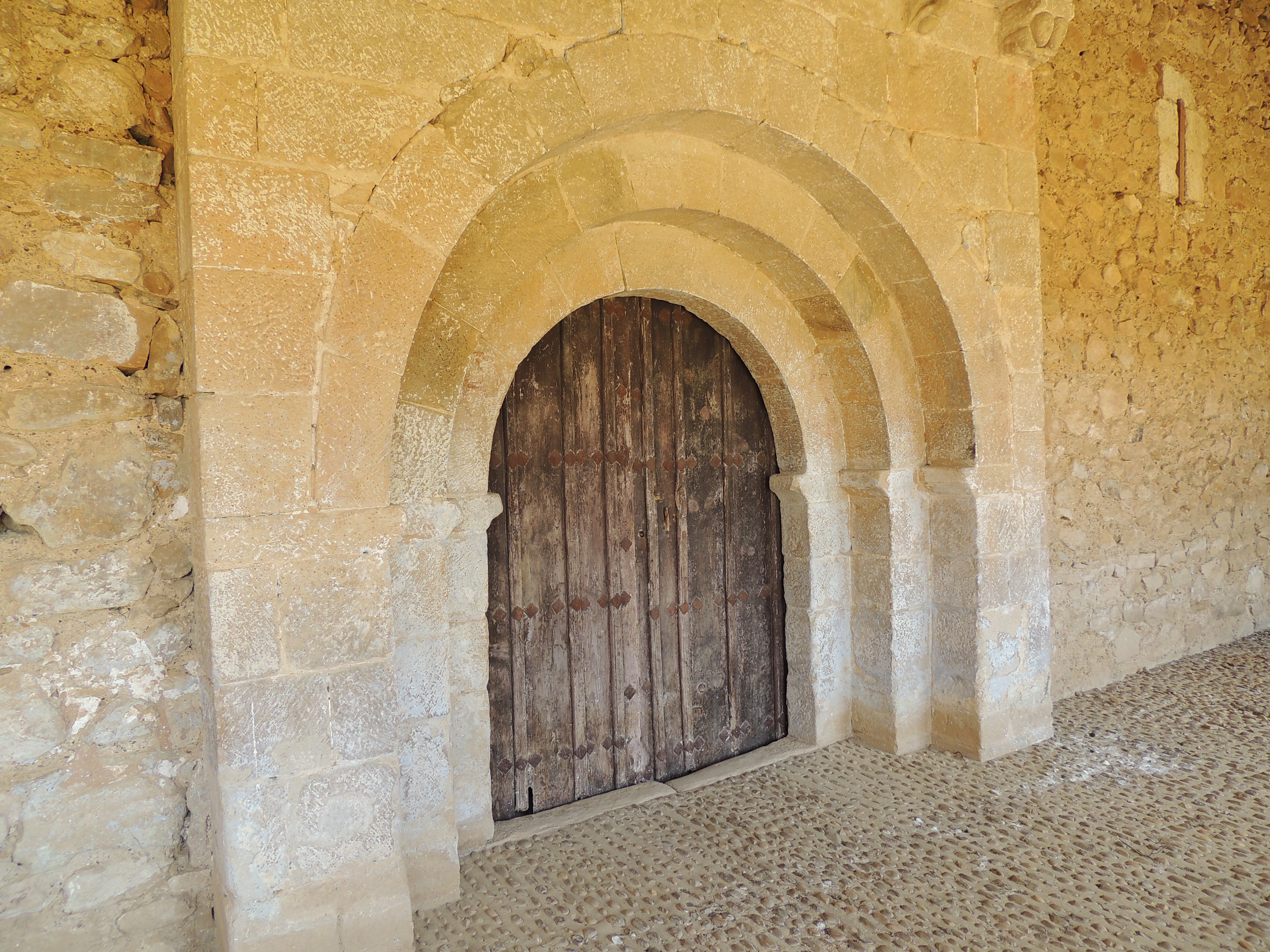
Portada de la iglesia

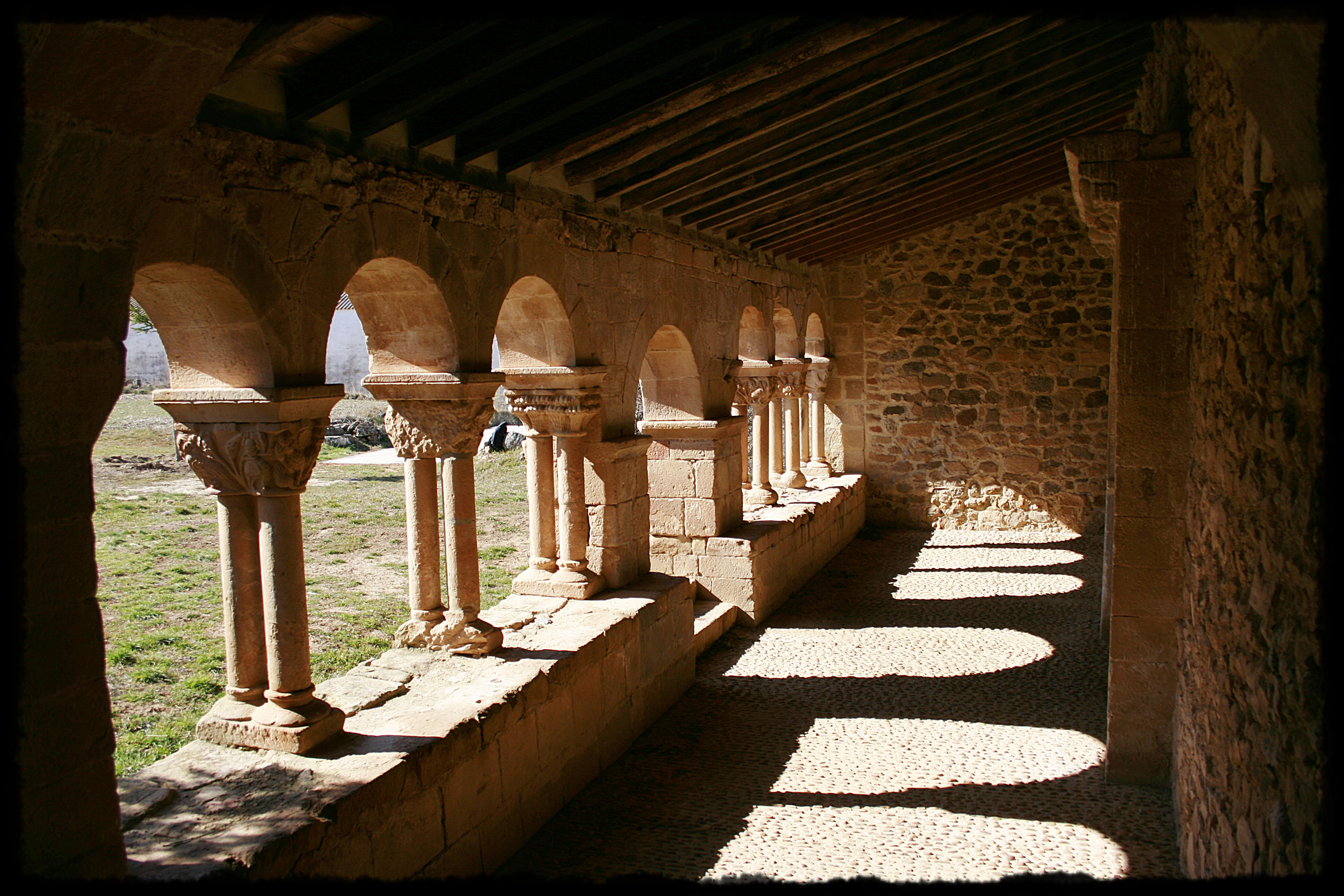
Galería porticada de la iglesia

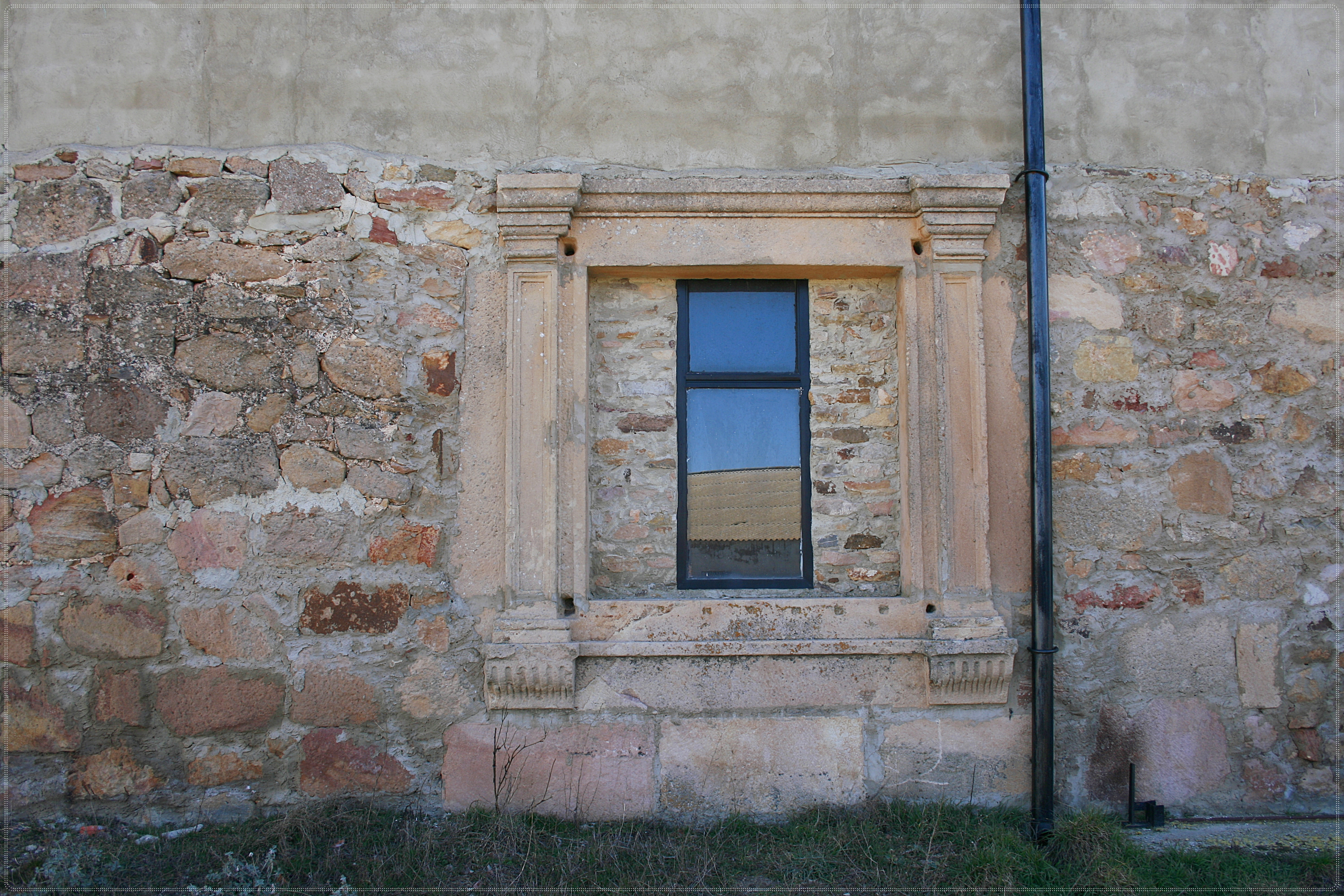
Ventana del antiguo palacio

- Iglesia de N.ª S.ª de la Concepción, del siglo XII. Destaca su pórtico románico. La leyenda relaciona los arcos del pórtico con Los siete Infantes de Lara. Está declarada como Bien de Interés Cultural por la Junta de Castilla y León.
- Restos de una casa palacio que contaba con patio porticado. Se conservan alguna ventana y restos de columnas y capiteles. Según el "Nobiliario de Soria", del Marqués de Dávila (páginas 24,25 y 98) "la familia Malo de Molina procedía del lugar de Omeñaca, jurisdicción de Soria, de donde eran muy antiguos e hijosdalgo notorios, limpios y cristianos viejos. La cabeza de linaje, D.Fernando Malo de Molina era dueño de una casa grande, con una torre grande y su patio, en los pilares del cual están algunos escudos de armas del apellido de Río y de Santa Cruz y en otros tres tres flores de lis y una banda que son las armas de dicho apellido de Malo de Molina, las cuales dichas armas se ven en el lienzo y pared de dicha Casa, cerca de la puerta, sobre una ventana y a la esquina de la torre."

- Cabeza de piedra inicialmente situada en el desagüe de la fuente del estanque de origen incierto, estudiada, citada entre otros, por la revista Mundo Desconocido, número 53, 5.º año página 39. Hoy forma parte de la fuente del pueblo.
- Restos de un poblado ibérico protegido por un foso de defensa situado en "El Castillejo" . Se han encontrado restos de cerámica, molinos amigdaloides y otros elementos de interés. Ha sido investigado y sus estudios han sido publicados en revistas especializadas. Entre otros, Manuel E. Ramírez Sánchez en El poblado prerromano de Omeñaca (Soria) Actas del XXII congreso nacional de arqueología (Pág.211) “La cronología de "El Castillo" de Omeñaca, a tenor de las características de su emplazamiento y de las interesantes estructuras defensivas que muestra, unido todo ello a los materiales arqueológicos recogidos en prospección, se encuadraría cronológicamente en la fase de apogeo de la cultura arévaca, entre los siglos III y II a. de C. Sin embargo, el hallazgo de varios fragmentos de cerámica a mano permite barajar la hipótesis de un posible poblamiento en época anterior, aunque dado el carácter minoritario de estos materiales frente a la abundante proporción de cerámica a tomo este extremo no podrá ser comprobado hasta el momento en que una excavación sistemática en el yacimiento proporcione alguna luz sobre este particular.” Cuando el autor se refiere al Castillo en realidad su nombre local es el de  “El Castillejo”

## Economía
- Economía agrícola y ganadera. Cultivo de cereales secano.

Este pueblo se dedica a la agricultura del cereal, principalmente. Cuenta con potencialidades turísticas: el Camino de Santiago de Soria, también llamado Castellano-Aragonés, pasa por la localidad. Además, su iglesia románica es muy interesante y la arquitectura tradicional está bastante bien conservada.

## Demografía

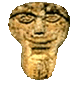
Cabeza de piedra.

En el año 1981 contaba con 24 habitantes, concentrados en el núcleo principal, pasando a 21 en 2016, 15 varones y 6 mujeres.
| Gráfica de evolución demográfica de Omeñaca entre 2000 y 2016                                    |
|                                                                                                  |
| Población de derecho (2000-2016) según los censos de población del INE a 1 de enero de cada año. |

## Flora y fauna
- Flora: Casi todo el término está roturado para labor.
- Fauna: Liebres, conejos, corzos, ciervos, jabalís, zorros...

## Fiestas locales
- 26 de agosto. Fiestas patronales.

## Personas notables
José de Santa Cruz y Montoya, natural de Omeñaca. Bachiller en Cánones por la Universidad de Valladolid, en 1644 obtuvo el doctorado en Medicina por el Colegio-Universidad de Santa Catalina de El Burgo de Osma. La cita es de José Antonio Pérez-Rioja en Apuntes para un diccionario biográfico de Soria  (1998)